# Daniel Vorländer
Daniel Vorländer (* 11. Juni 1867 in Eupen; † 8. Juni 1941 in Halle) war ein deutscher Chemiker.

## Leben und Werk
Daniel Vorländer, Sohn des Eupener Färbereibesitzers Hermann Vorländer und der Sophia Hansemann, Tochter des Politikers David Hansemann, studierte Naturwissenschaften, besonders Chemie an den Universitäten Kiel, München und Berlin und  fertigte bis 1890 seine Dissertation bei Ferdinand Tiemann an der Universität Halle an. 1887/88 leistete er Militärdienst als Einjährig-Freiwilliger. 1891 übernahm Vorländer eine Assistentenstelle am Chemischen Institut der Universität Halle, wo er sich 1896 habilitierte.  Bereits 1897 wurde er dort Abteilungsvorsteher des Chemischen Instituts, 1902 wurde er zum außerordentlichen Professor, 1908 zum ordentlichen Professor und Direktor des Chemischen Institutes der Universität Halle ernannt. 1905 wurde er zum Mitglied der Deutschen Akademie der Naturforscher Leopoldina gewählt. Im Jahr 1908 erhielt er die Cothenius-Medaille der Leopoldina. Im Ersten Weltkrieg leistete er zuerst Kriegsdienst als Hauptmann der Artillerie, später als Stabsoffizier für den Gaskrieg, zuerst beim Armeeoberkommando in Galizien, dann in Frankreich (ausgezeichnet mit dem Eisernen Kreuz II. Klasse und dem Österreichischen Militärverdienstkreuz III. Klasse mit Kriegsdekoration). Vorländer wurde 1935 emeritiert. Er übernahm 1939 die Führung eines wehrwirtschaftlichen Betriebes in Radeburg/Sachsen.
Vorländer arbeitete über kristalline Flüssigkeiten, eine Stoffgruppe, die heute als Flüssigkristalle bekannt ist und technische Verbreitung (LCD, Flüssigkristallanzeige) gefunden hat. Er stellte die Hypothese auf, dass ein langgestreckter Molekülbau Grundvoraussetzung für die Ausbildung flüssigkristalliner Phasen sei. Außerdem erkannte er 1914, dass es einen Zusammenhang zwischen den Reflexionsfarben, der starken optischen Drehung und der optischen Aktivität der Moleküle geben müsse.
Daniel Vorländers Grabstelle befindet sich auf dem Nordfriedhof von Halle (Saale).

## Schriften
- mit Hans Hauswaldt: Achsenbilder flüssiger Kristalle. In: Abhandlungen der Kaiserlichen Leopoldinisch-Carolingischen Deutschen Akademie der Naturforscher, 90, Halle 1909, 19 Tafeln, S. 105–120 Digitalisat